# Sir Uilleag Burke
Sir Uilleag Burke (mort en 1551)  est le 13e et dernier à revendiquer le titre de  Mac William Uachtar seigneur de Clanricard de 1544 à 1551.

## Origine
Sir Uilleagh ou Ulick Burke est le fils aîné de Richard II Óg Burke 7e Mac William de Clanricard.

## Contexte
Son cousin Ulick na gCeann Burke avait accepté en 1543 dans le cadre de la politique de Renonciation et restitution d'abandonner  à son titre de Mac William Uachtar  et avait reçu en contrepartie celui de 1er comte de Clanricard du roi Henri VIII d'Angleterre. Du fait de ses unions matrimoniales successives et de relations extra-conjugales multiples après sa mort, l'année suivante des dissensions éclatent dans le Connacht au sujet de sa succession. Son cousin Sir Uilleag Burke dont le frère Thomas, son tánaiste  était mort en 1543, se fait élire traditionnellement 13e Mac William Uachtar. En même temps Richard Sassanach Burke, fils Ulick na gCeann Burke devient le 2e comte de Clanricard alors que nombre de ses sujets et une grande partie de ses domaines choisissent son frère illégitime Thomas Fearanta  tué en 1546 par O'Madden. Richard Sassanach Burke ne s'impose finalement qu'après sa mort en 1551.

## Postérité
Si Uilleagh  Burke laisse un fils et héritier:
- Thomas Balbh Burke

## Source
- Anthony Stokvis, préf. H. F. Wijnman, Manuel d'histoire, de généalogie et de chronologie de tous les états du globe, depuis les temps les plus reculés jusqu'à nos jours, Leyde, éditions Brill, 1889 réédition 1966, p. 279 Volume II, chapitre III: Tableau généalogique n°31 Généalogie de la famille de Burgo.
- (en) T.W Moody, F.X. Martin et F.J. Byrne, A New History of Ireland IX Maps, Genealogies, Lists. A companion to Irish History part II, Oxford, Oxford University Press, 2011, 690 p. (ISBN 978-0-19-959306-4).